# Daniel Ruzo
Daniel Ruzo de los Heros (1900-1991) fue un poeta, criptógrafo, fotógrafo peruano, estudioso de supuestas culturas desaparecidas como la cultura Masma. Fue alcalde del distrito limeño de Miraflores de 1940 a 1942.

## Impacto de su obra
Autor del libro La historia fantástica de un  descubrimiento en la que narra el proceso que lo llevó a conocer las enigmáticas formaciones geológicas de la Meseta de Marcahuasi (San Pedro de Casta). Daniel Ruzo consideraba que estas formaciones geológicas eran esculturas protohistóricas, y guardaban un mensaje para la humanidad y que según su teoría pertenecen a una cultura desaparecida de la Edad del Hierro hace 40,000 años. Su trabajo es mencionado y destacado por Louis Pauwels en su libro El retorno de los brujos.
En sus viajes por el mundo descubrió supuestas esculturas protohistóricas en siete países del mundo, entre ellos México, en donde dio a conocer sus descubrimientos (El Tepozteco) en la Academia Mexicana de Ciencias y en la Sorbona de París. El descubrimiento de las formaciones geológicas de Marcahuasi, supuestas esculturas protohistóricas, en el Perú es uno de sus más reconocidos trabajos. Auguraba que más esculturas protohistóricas aparecerían en este siglo [cita requerida]. Suposición que ha venido alimentándose con hallazgos de formaciones geológicas peculiares, como las descubiertas en Canadá, dada a conocer en octubre de 2006 por la prensa internacional [cita requerida]. Y las halladas por Cuauhtémoc Villegas, un periodista mexicano, quien dio a conocer el llamado 'El Mamut Rosa y El Cavernícola, en la sierra Fría, estado de Zacatecas, presentados en la revista Objetivo7[cita requerida].

## Obra publicada (Selección)
- El atrio de las lámparas (poesías con ilustraciones de José Sabogal), Lima, 1922[4]
- Marcahuasi: la historia fantástica de un descubrimiento: los templos de piedra de una humanidad desaparecida, 1980[5]
- La cultura Masma, 1954[6]
- El testamento auténtico de Nostradamus,[7]